# Cinematógrafo
O cinematógrafo é considerado geralmente como um aperfeiçoamento feito pelos irmãos Lumière do cinetoscópio de Thomas Edison. Terá, no entanto, sido inventado pelo francês Léon Bouly em 1893. Bouly teria perdido a patente por não conseguir meios de pagá-la, tendo sido a criação de novo registrada pelos Lumière a 13 de Fevereiro de 1895.

## História
A invenção do cinematógrafo constitui o marco inicial da história do cinema. Na descrição dos próprios inventores, tal aparelho permitia registrar uma série de instantâneos fixos, em (fotogramas), criando a ilusão do movimento que, durante um certo tempo, ocorre diante de uma lente fotográfica, e depois reproduzir esse movimento, projetando as imagens animadas sobre um anteparo em uma tela ou mesmo numa parede. Convencionalmente, tal ilusão é produzida pelo fenômeno da persistência da visão (também chamada de persistência retiniana ou resistência retiniana) ou, num entendimento mais atual, pelo movimento beta.
O cinematógrafo caracteriza-se por ser um aparelho híbrido, associando as funções de máquina de filmar, de revelação de película e de projeção, ao contrário de outros aparelhos que dele derivaram, como a câmera com funções exclusivas de captação de imagem e o projetor de cinema, capaz de reproduzir essas imagens sobre uma superfície branca e lisa. Nele se utiliza o mesmo tipo de película usada por Thomas Edison em algumas das suas criações.

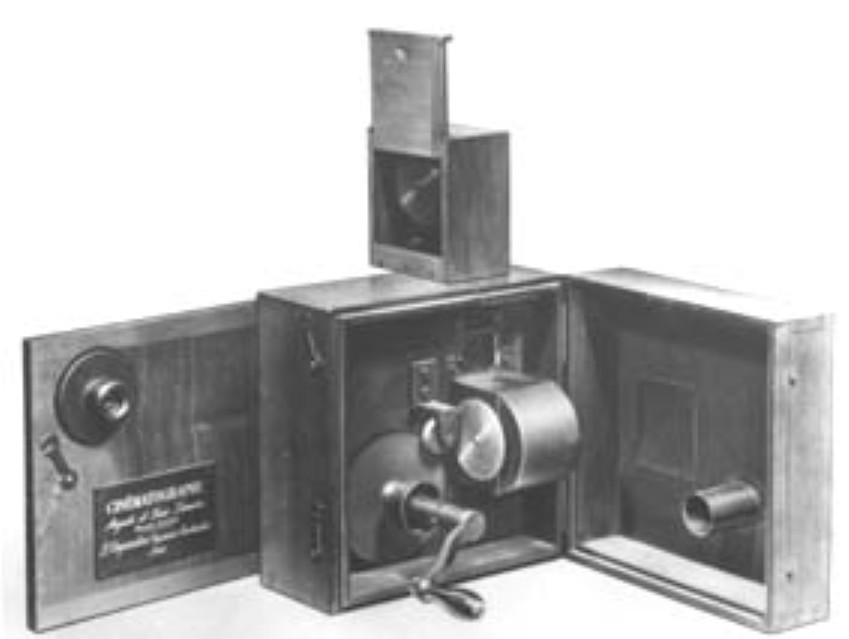
Cinematógrafo-Lumière (1895)

Os irmãos Lumière aplicaram no seu aparelho um dispositivo de obturação em forma de cruz de Malta, usando película perfurada de 35 mm com um processo de arrasto que permite que cada fotograma se imobilize por um instante para, como numa máquina fotográfica, ser impressionado ou iluminado, refletindo na tela a imagem impressa no fotograma. A primeira demonstração pública do aparelho foi feita numa sala chamada Eden em La Ciotat, no sudeste da França, a 28 de Setembro de 1895. Mais tarde, a 28 de Dezembro do mesmo ano, os irmãos organizaram em Paris, no Grand Café, a primeira exibição comercial do cinematógrafo. A máquina não foi comercializada pelos seus criadores e cedo surgiram, tanto na França como na Inglaterra, Estados Unidos e outros países, réplicas do invento.

## No Brasil
A primeira projeção de cinema no Brasil, ocorrido em julho de 1896, utilizou-se de um cinematógrafo, mas por razões desconhecidas, os jornais da época anunciaram a novidade como sendo "aparelho que projeta sobre uma tela ... diversos espetáculos e cenas animadas...série enorme de fotografias" de um omniógrafo ou omniographo ("abrasileiramento" do cinematógrafo).